# Savin Couëlle
Pour les articles homonymes, voir Couëlle.
Savin Couëlle (né à Aix-en-Provence le 25 février 1929 et mort le 19 juin 2020 à Olbia) est un architecte français. Il est le fils de l'architecte Jacques Couëlle.

## Biographie
Étudiant en architecture à l'École nationale supérieure des beaux-arts de Paris, il participe avec son père à la réalisation de l'appartement du poète Jacques Prévert et celui de Serge Reggiani dans un immeuble du XVIIe siècle dans l'Île Saint-Louis en 1952. 
Il part travailler comme assistant pour le créateur de décors de cinéma Georges Wakhévitch en Espagne. Il collabore aux productions américaines Les Cent jours de Pékin. Pour le cinéma européen ce sera Ali Baba et les quarante voleurs et Oasis d'Yves Allégret. Il restera 7 années à Madrid. 
En 1962, Savin Couëlle répondra à l'appel de son père Jacques Couëlle (lui aussi architecte) pour l'aider à diriger la réalisation de la première partie (partie historique) de l'hôtel Cala di Volpe en Sardaigne, sur la Costa Smeralda (Italie). Depuis cette époque, la Costa Smeralda est restée sa base, tout en ayant construit dans le monde entier : Saint-Domingue, Bahamas, Australie, Nouvelle-Zélande et récemment Dubaï. En Sardaigne, il est l’auteur de plusieurs centaines de maisons. Son style spécifique fait école et est régulièrement imité. Concepteur des bâtiments mais aussi de leurs jardins, l’architecte efface les limites entre intérieur et extérieur : il conçoit ses constructions comme des sculptures intégrées aux sites qu’elles occupent.